# Давыдов, Михаил Иванович
Михаи́л Ива́нович Давы́дов (11 октября 1947, Конотоп, Сумская область — 8 февраля 2025, Одинцовский р-он, д. Лапино) — советский и российский учёный, хирург-онколог, профессор. Директор Национального медицинского исследовательского центра (НМИЦ) онкологии им. Н. Н. Блохина (2001—2017), академик (с 2004 года) и президент (в 2006—2011 годах) Российской академии медицинских наук, академик РАН (с 2003 года).
Заслуженный деятель науки Российской Федерации (1997). Лауреат Государственной премии РФ в области науки и техники (2001), Главный онколог медицинского центра Управления делами Президента РФ, заведующий кафедрой онкологии Первого Московского Государственного Медицинского университета им. И. М. Сеченова. Член Европейского и Американского общества хирургов, Международного общества хирургов.

## Биография
Родился 11 октября 1947 года в украинском городе Конотопе Сумской области, потомок ассирийских беженцев из области Гявар (Иран). В 1966 году окончил Киевское суворовское военное училище, отслужил 3 года в воздушно-десантных войсках. В 1970 году поступил в 1-й Московский медицинский институт им. Сеченова, там работал лаборантом на кафедре оперативной хирургии (1971—1973), окончил институт в 1975 году. Прошёл ординатуру (1975—1977) и аспирантуру (1977—1980) в Онкологическом научном центре им. Блохина. Защитил кандидатскую («Комбинированные резекции и гастрэктомии при раке проксимального отдела желудка») и докторскую («Одномоментные операции в комбинированном и хирургическом лечении рака пищевода») диссертации, получил учёное звание профессора. В 1986 году стал ведущим научным сотрудником торакального отделения, в 1992 году возглавил НИИ клинической онкологии РОНЦ им. Блохина, в 2001 году стал директором РОНЦ им. Блохина.
В 2003 году принят действительным членом в Российскую академию наук, в 2004 году — в Российскую академию медицинских наук. В 2006 году избран президентом РАМН. Занимал этот пост до 1 марта 2011 года.
В 2017 году Михаил Давыдов покинул должность Главного онколога Минздрава и пост директора Российского онкологического центра имени Блохина.
Скончался 8 февраля 2025 года от тяжёлой продолжительной болезни в возрасте 77 лет. Похоронен на Троекуровском кладбище.

### Увлечения
Имел музыкальное образование, предпочитал классическую и ретро-музыку. Любимые исполнители — Л. Паваротти, И. Кобзон, М. Магомаев, Л. Долина.
Увлекался охотой. Мастер спорта по боксу, оставил ринг в 21 год. При прохождении службы в десантных войсках многократно совершал прыжки с парашютом.

### Семья
- Отец — Иван Иванович Давыдов (1922—1985)
- Мать — Асмар Тамразовна Давыдова (1926—2019)
- Супруга — Ирина Борисовна (урожд. Зборовская (1952—2019)
  - Сын — Михаил (род. 1985), хирург-онколог, член-корреспондент РАН (2016)
  - Сын — Иван (род. 1999)
  - Дочь — Татьяна (1980—1997)

## Научная деятельность
Научная и практическая деятельность Давыдова посвящена разработке новых и совершенствованию существующих методов оперативного лечения опухолей лёгкого, пищевода, желудка, средостения. Он разработал принципиально новую методику внутриплевральных желудочно-пищеводных и пищеводно-кишечных анастомозов, отличающуюся оригинальностью технического выполнения, безопасностью и высокой физиологичностью. За счёт применения медиастинальной и ретроперитонеальной лимфодиссекции улучшены результаты лечения рака пищевода, лёгкого, желудка. Давыдов первым в онкохирургии стал проводить операции с пластикой полой вены, лёгочной артерии, аорты. Им разработан метод комбинированной резекции пищевода с циркулярной резекцией и пластикой трахеи при раке пищевода, осложнённом пищеводно-трахеальным свищом.
Под руководством Давыдова защищено 70 докторских и 100 кандидатских диссертации. Он является автором и соавтором более 300 научных работ, включая 3 монографии и 6 научно-методических фильмов.

## Награды и звания
- Знак отличия «За заслуги перед Воронежской областью» (11 октября 2017) — за многолетний добросовестный труд в системе здравоохранения, большой личный вклад в оказание онкологической помощи населению и в связи с 70-летием со дня рождения
- Орден «За заслуги перед Отечеством» IV степени (17 ноября 2016) — за большой вклад в развитие здравоохранения, медицинской науки и многолетнюю добросовестную работу[6]
- Почётный гражданин Тбилиси (2012)
- Премия имени А. Н. Бакулева (2011) — за выдающиеся достижения в онкологии и новаторские работы в лечении интерактивной (с сердечно-сосудистой) патологии
- Орден «За заслуги» ІІІ степени (Украина, 22 июня 2009) — за весомый личный вклад в развитие украинско-российских отношений в медицинской сфере, многолетнюю плодотворную научную и практическую деятельность[7]
- Почётная грамота Правительства Москвы (11 октября 2007) — за многолетнюю плодотворную работу по оказанию высококвалифицированной медицинской помощи населению и в связи с 60-летием со дня рождения[8]
- Государственная премия Российской Федерации 2001 года в области науки и техники (5 августа 2002) — за работу «Хирургическое лечение сочетанных сердечно-сосудистых и онкологических заболеваний»[9]
- Орден Почёта (31 июля 2002) — за достигнутые трудовые успехи и многолетнюю добросовестную работу[10]
- Заслуженный деятель науки Российской Федерации (11 ноября 1997) — за заслуги в научной деятельности[11]
- Почётная грамота Правительства Российской Федерации (7 октября 1997) — за большой личный вклад в развитие медицинской науки и многолетний добросовестный труд[12]